# Pousse-seringue

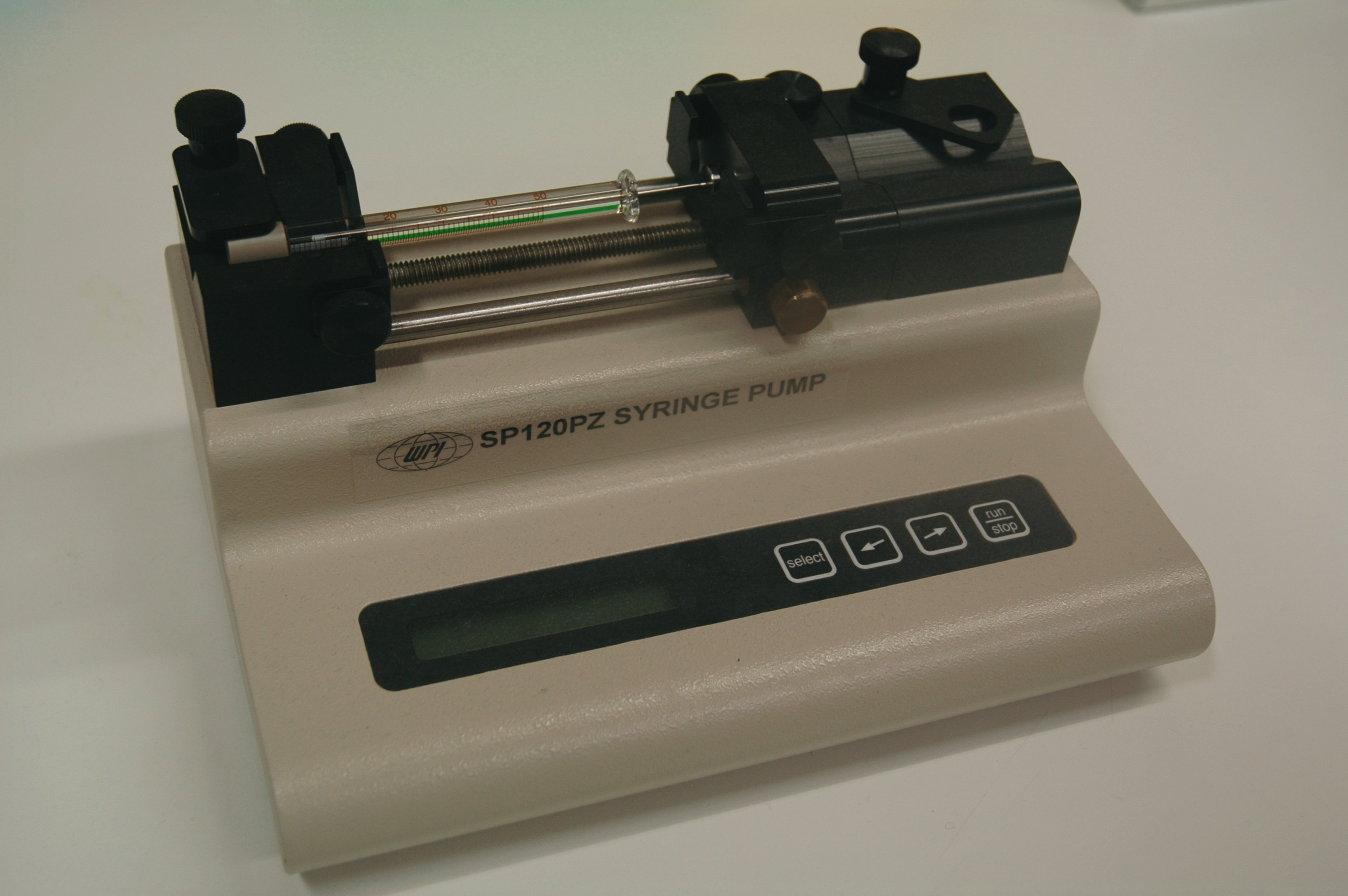
Pousse-seringue de laboratoire. World Precision Instruments (WPI) SP120PZ.

Un pousse-seringue ou seringue autopulsée (SAP) ou encore pousse-seringue électrique (PSE) est un dispositif médical utilisé pour administrer de faibles quantités de fluide (avec ou sans médicament) à un patient via une pompe à perfusion et une seringue allant de 1 cc jusqu'à un volume de 100 cc. On le retrouve également en chimie ou en recherche biomédicale. On les retrouve majoritairement dans les services de soins des centres hospitaliers. Facile d'utilisation, leur programmation rapide permet aux personnel soignant de lancer une perfusion en quelques secondes, de manière complètement sécurisée et ainsi permettre la bonne observance médicamenteuse pour les patients. 
L'utilité des pousse-seringues est d'administrer des médicaments en continu, avec un débit stable permettant l'obtention d'une concentration stable sur la durée d'administration. Cela permet d'éviter des périodes pendant lesquelles le taux de médicaments dans le sang est trop élevé ou trop faible. Ils sont largement utilisés pour l'administration d'anticancéreux, d'insuline, d'antibiotiques, d'antalgiques et d'amines vasopressives dans de nombreuses spécialités médicales : anesthésie-réanimation, chirurgie, infectiologie, soins palliatifs...
Il existe plusieurs catégories de pousse-seringues. Certains modèles sont dédiés au bloc opératoire, avec des modes d'administration à objectif de concentration (AIVOC). D'autres sont dédiés uniquement à la gestion de l'analgésie (PCA) et sont dotés d'un capot de protection verrouillé par clé ou code, limitant ainsi l'accès unique au personnel soignant. 
Ils peuvent être utilisés au domicile lorsqu'ils sont mis en place lors d'Hospitalisation à Domicile, notamment dans l'accompagnement de fin de vie. 

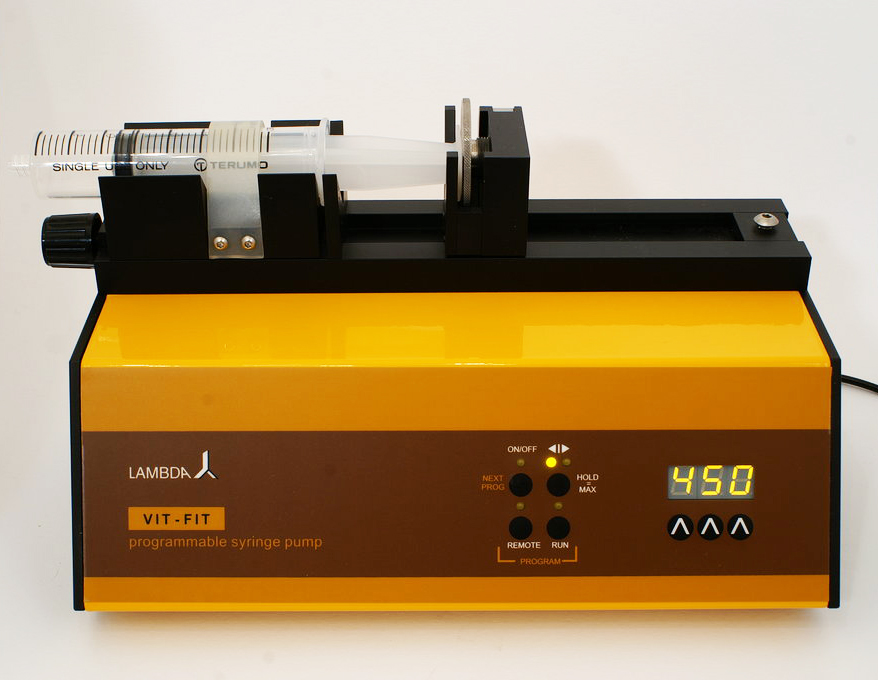
Pousse-seringue programmable, avec un débitmètre de précision.

Les pousse-seringues sont en outre utilisés en microfluidique, notamment pour tester des microréacteurs, et en chimie, pour incorporer lentement un certain volume de fluide dans une solution. En cinétique enzymatique, les pousse-seringues peuvent être utilisés pour observer des phénomènes rapides dans le cadre d'un appareil de stopped-flow (en). Ils peuvent être utilisés comme distributeurs de liquides dans les laboratoires.

## Coûts
Les pousse-seringues sont historiquement des équipements onéreux, pouvant aller de 1 000 à 2 000 €. 
En 2014, un projet de matériel libre a vu le jour, consistant en un modèle de pousse-seringue imprimable pour une somme considérablement inférieure (50 $). Gizmodo a annoncé que cela pourrait contribuer à rendre le matériel médical plus abordable, et Motherboard d'ajouter que les coûts de la recherche scientifique pourraient également diminuer. Tout dispositif médical doit cependant être validé en amont par les autorités compétentes pour bénéficier d'un marquage CE médical.